# Bulbul becllarg de les Banggai
El bulbul becllarg de les Banggai (Hypsipetes harterti; syn: Thapsinillas harterti) és una espècie d'ocell de la família dels picnonòtids (Pycnonotidae). És endèmic de les illes Banggai, a Indonèsia. Els seus hàbitats principals són els boscos tropicals i subtropicals de frondoses humits de les terres baixes i de l'estatge montà, els jardins rurals i les àrees forestals fortament degradades. El seu estat de conservació es considera de risc mínim.